# Jina Kim
Jina Kim은 대한민국의 메이크업 아티스트이다. 그녀는 barenbliss의 공동설립자이며 화장품&퍼스널케어 제품을 메인으로 하는 뷰티 브랜드이다. 이전에 그녀는 Vogue, ELLE, Harper's Bazaar 등 패션잡지들과 다양한 작업을 해왔다.
대학시절 뷰티를 전공한 Jina는 전공을 살려 20년 이상 경력의 메이크업 전문 아티스트로 활동하면서 티아라, 레드벨벳, 씨스타EXO  등 대한민국 K팝그룹들의 메이크업을 담당하였다.
2021년에 Jina가 공동설립한 화장품 브랜드 barenbliss는 한국시장 외에 동남아시아 시장에도 진출하였고 현재 동남아시아 각국에서 온,오프라인 매장을 운영중이다. 특히 인도네시아 뷰티에서는 탑5안에 들기도 한다. 2024 서울 명동 드레그십스토어 오픈 예정 중이다